# ファーザー・マシュー橋
ファーザー・マシュー橋（愛: Droichead an Athar Maitiú、英: Father Mathew Bridge）は、アイルランドのダブリンのマーチャント岸壁とチャーチ通りを結ぶ道路橋。1816年開通。

## 歴史

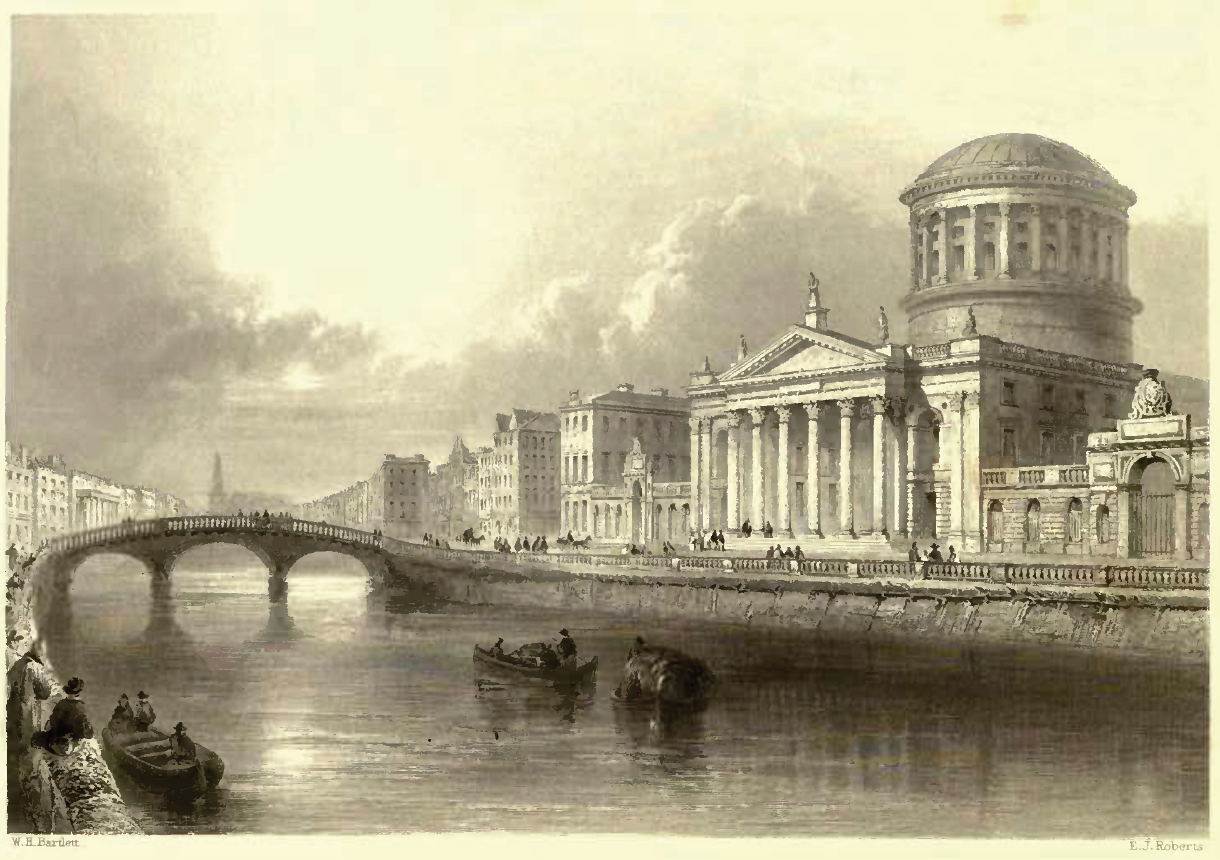
19世紀にW.H.バートレットによるフォー・コーツ（右）とウィットワース橋（左）

橋の場所は古代の「編み垣の渡瀬」の近くにあると考えられており、リフィー川の元々の横断地点であり、アイルランド語のダブリンの地名の由来となっている（Baile Átha Cliath、「編み垣の渡瀬の町」を意味する）。
最初の千年紀の変わり目（1014年頃）に、ダブリンで最初に記録されたリフィー橋がこの場所に建設された。ダブホール橋（Bridge of Dubhghall）として知られているが、基本的な木造建築物は、数世紀にわたって（中世初期からヴァイキング時代、ノルマン時代まで）維持管理され、再建された。
橋の再建には、13世紀初頭に建設されたノルマン式の橋（ジョン王の許可を得たもの）も含まれている。しかし、この橋は14世紀後半に崩壊し、1428年にオストマンタウン修道会のドミニコ会が同じ場所にダブリンで最初の石積みの橋を建設した。「ダブリン橋」、「オールド橋」、または単に「橋」として知られているこの4つのアーチ構造物は、両端に塔があり、その上に店、住宅、宿、礼拝堂が建てられた。1312年に1302年から1303年までダブリン市長を務めたジェフリー・デ・モートンは、橋の上に無許可で家を建てたとして叱責された。塔の建設を始めたが、完成させたのは、後に橋の上に聖マリア礼拝堂を建設した義理の息子ジョン・デ・グラウンシートだった。
390年の寿命のほとんどの間、橋は川を渡るすべての歩行者、家畜、馬車の交通を運んだ。
19世紀の初め、ダブリン橋は3つの径間の楕円アーチ型の石橋に置き換えられた。ジョージ・ノウルズ（オドノバン・ロッサ橋やルーカン橋も設計した）が設計したこの橋は、1818年にウィットワース橋として開通し、当時アイルランド総督だったチャールズ・ウィットワースにちなんで名付けられた。
他の多くのダブリンの橋（特にイギリス人の名前が付いた橋）と同様に、1920年代にアイルランド自由国が樹立された後、ダブリン橋として名前が変更された。
後年、禁酒運動家にちなんで橋に名前を付けることに伴い、この橋は1938年にティペラリー県ゴールデン近くのトマスタウンで生まれたセオバルト・マシュー神父（節制の使徒）にちなんで再び名前が付けられた。